# John Stratford (3e comte d'Aldborough)
John Stratford, 3e comte d'Aldborough (? - 17 mars 1823) est un pair irlandais. Il hérite du comté de son frère Edward Stratford (2e comte d'Aldborough) en 1801.

## Biographie
Il est le deuxième fils de John Stratford (1er comte d'Aldborough), et son épouse Martha O'Neale, fille du vénérable Benjamin O'Neale, de Mount Neale, comté de Carlow et archidiacre de Leighlin.
En 1763, il remplace son père en tant que député de Baltinglass lors de l'élévation de ce dernier à la pairie. Il occupe ce siège jusqu'en 1777. En 1776, il est réélu à la Chambre des communes irlandaise pour le comté de Wicklow, en remplacement de Ralph Howard, qui a quitté la Chambre pour être élevé à la pairie en tant que baron Clonmore, et choisit de siéger pour Wicklow de préférence à Baltinglass. À partir de 1790, il siège à nouveau pour Baltinglass jusqu'à la fin du Parlement irlandais en 1800 par l'Acte d'Union. Au début de 1801, il succède à son frère aîné Edward comme comte.
En 1795, il est nommé gouverneur du comté de Wicklow.

## Famille
En avril 1777, il épouse Elizabeth Hamilton, fille aînée du révérend Frederick Hamilton, archidiacre de Raphoe et fils d'Archibald Hamilton, et ils ont plusieurs filles:
- Elizabeth, qui épouse John Halliday, plus tard Tollemache, dont John Tollemache (1er baron Tollemache)
- Louisa-Martha (1748-1814), mariée à John Rodney, un fils cadet de George Rodney, 1er baron Rodney
- Emily (décédée en 1863), épouse de Thomas Best (décédé en 1829)[5]
- Maria épouse de James Tate de Ballintaggart House, Comté de Kildare

Sa petite-fille Marcia (née Tate, décédée en 1893) épouse Anthony Lyster de Stillorgan (1797-1880) en 1825 et sont les parents du lieutenant-général Harry Lyster (en) 
Stratford est mort à Belan House dans le comté de Kildare en 1823 et sans descendant masculin, son frère cadet Benjamin Stratford (4e comte d'Aldborough) lui succède . Sa femme est décédée en 1845 .